# Luch 2
O Luch 2 (também conhecido por Gelios 12L) foi um satélite de comunicação geoestacionário russo construído pela NPO Prikladnoi Mekhaniki (NPO PM). Ele esteve localizado na posição orbital de 77 graus de longitude leste. O satélite foi baseado na plataforma KAUR-4. O mesmo saiu de serviço em 12 de abril de 1999, após sofrer uma falha.

## Lançamento
O satélite foi lançado com sucesso ao espaço no dia 11 de outubro de 1995 às 16:26 UTC, por meio de um veículo Proton-K/Blok-DM-2 a partir do Cosmódromo de Baikonur, no Cazaquistão. Ele tinha uma massa de lançamento de 2600 kg.